# 碘酰氟
碘酰氟是碘的一种氟氧化物，化学式 IO2F。它是由Aynsley等人于1953年发现的。

## 制备
碘酰氟可以由三氟氧化碘在氮气中加热到110°C分解而成：
2 IOF3 ⇌ IO2F + IF5
由于这个反应可逆，因此反应中需要不断移除五氟化碘。
它也可以由五氧化二碘和五氟化碘反应而成：
I2O5 + 3 IF5 → 5 IOF3

## 结构
碘酰氟是正交晶系的多聚体，空间群P212121。它的I-F键长为190.3 pm，I-O键长为180.5和177.3 pm，O-I-O键角为99.2°，F-I-O键角为94.6°和90.7°。

## 反应
碘酰氟在干燥的空气中稳定，但在湿气中会缓慢水解成碘酸和氢氟酸。
IO2F + H2O → HIO3 + HF
碘酰氟在220°C下会和玻璃反应，并放出碘。它和硝酸银溶液反应，产生碘酸银沉淀和氟化银溶液。它也会和氢氧化物反应，生成对应的碘酸盐和氟化物：
IO2F + 2 OH- → IO3- + F- + H2O
类似氯酰氟，碘酰氟会和路易斯酸反应生成含有[IO2]+的化合物，也会和路易斯碱反应生成含[IO2F2]-的化合物。
它和如三氟化溴和四氟化硒等强氟化剂反应，生成五氟化碘。碘酰氟会被纯过氧化氢还原成单质碘。